# Pijarzy
Zakon pijarów – potoczna nazwa Zakonu Kleryków Regularnych Ubogich Matki Bożej Szkół Pobożnych (Ordo Clericorum Regularium Pauperum Matris Dei Scholarum Piarum), czyli Zakonu Szkół Pobożnych – zakonu ustanowionego przez papieża Grzegorza XV 18 listopada 1621 r. (regułę zatwierdzono rok później). Korzenie swe wywodzi jednak od roku 1597, kiedy to św. Józef Kalasancjusz otworzył pierwszą bezpłatną i powszechną szkołę podstawową w Europie.
W 1870 r. zakon liczył 2160 członków zgrupowanych w 156 ośrodkach. W 1965 r. było to 2535 członków w 179 domach, a w 2004 r. – 1430 członków w 210 ośrodkach. Aktualnie (2016 r.) pijarzy są obecni w 36 krajach całego świata.

## Nazwa
Nazwa pijarzy pochodzi od łacińskiego słowa „pius”, co oznacza „pobożny” (r.ż. pia, l.mn. pii, piae), pojawiającego się w łacińskiej nazwie „Scholae Piae”, co oznacza: „Szkoły Pobożne”. Hasłem zakonu jest „Pietas et Litterae”, czyli „Pobożność i Nauka”.

## W Polsce
Pijarzy prowadzą w Polsce głównie działalność oświatową i wychowawczą wśród dzieci i młodzieży (szkoły podstawowe, gimnazja, licea ogólnokształcące, bursy), prowadzą także działalność naukową, edytorską i wydawniczą (m.in. wydają kwartalnik „eSPe”).

### Historia
Już w roku 1633 o sprowadzenie pijarów do Polski zabiegali król Władysław IV Waza (za pośrednictwem ówczesnego podskarbiego koronnego Jerzego Ossolińskiego) oraz starosta spiski Stanisław Lubomirski. Pijarzy pojawili się jednak w Polsce dopiero w roku 1642, uciekając z zagrożonych pożogą wojny trzydziestoletniej Moraw. Zostali oni otoczeni w Warszawie opieką króla, który zakupił dla nich nieruchomość przy ul. Długiej. Część zakonników z przełożonym prowincji, ojcem Onufrym Conti, przyjęła zaproszenie Stanisława Lubomirskiego i jeszcze w październiku 1642 r. dotarła do Podolińca na Spiszu (w obrębie należącego wówczas do Polski starostwa spiskiego). Tam w czerwcu 1643 r. założyli oni pierwszą szkołę, która wkrótce zasłynęła jako jeden z najlepszych polskich ośrodków naukowych. Z czasem dołączyły do niej i inne szkoły na ziemiach polskich. Kolegia pijarskie powstały między innymi w Wieluniu, Warężu i Złoczowie. 
Zakon pijarów wniósł wielki wkład w rozwój oświaty i szkolnictwa wyższego w I Rzeczypospolitej u progu oświecenia. Założone przez nich w 1740 w Warszawie Collegium Nobilium pijarów w Warszawie, wobec upadku Akademii Krakowskiej było jedną z najlepszych polskich szkół wyższych.
W wyniku działań zaborców zlikwidowano większość kolegiów i szkół pijarskich w Polsce. W okresie międzywojennym struktury prowincji polskiej zostały odbudowane dzięki działaniom ks. Adama Słotwińskiego, ks. Tadeusza Chromeckiego i Hiszpana Jana Borella. Po II wojnie światowej zakon utracił placówki Lidzie, Szczuczynie i Lubieszowie na Kresach Wschodnich. Powstało jednak szereg nowych. 

### Znani pijarzy
Znanymi polskimi pijarami byli: Damian Stachowicz, Stanisław Konarski, Antoni Wiśniewski, Michał Stadnicki, Onufry Kopczyński, Józef Osiński, Teodor Ostrowski, Ignacy Zaborowski, Stanisław Jundziłł, Piotr Ściegienny, Tadeusz Gadacz, Józef Joniec, Edward Kryściak, Andrzej Wróbel, Kazimierz Wójciak. 

### Ośrodki w Polsce
Na rok 2023 w skład Polskiej Prowincji Zakonu Pijarów wchodziło 16 parafii. 11 z nich leżało na terenie Polski: 
- Kościół Rektoralny pw. Przemienienia Pańskiego w Krakowie
- parafia pw. Najświętszego Imienia Maryi w Krakowie
- parafia pw. Matki Bożej Ostrobramskiej w Krakowie
- parafia pw. Wniebowzięcia NMP w Bolszewie
- parafia pw. Wniebowzięcia NMP w Hebdowie
- parafia pw. św. Jana Chrzciciela w Jeleniej Górze
- parafia pw. św. Kwiryna w Łapszach Niżnych
- Kolegium Zakonu Pijarów i Kościół Rektoralny p.w. Matki Bożej Łaskawej i św. Wojciecha w Łowiczu
- parafia pw. św. Józefa Kalasancjusza w Rzeszowie
- parafia pw. Matki Bożej Częstochowskiej w Sierosławicach
- parafia pw. NMP Królowej Wyznawców w Warszawie

W skład polskiej prowincji wchodziło też 5 parafii leżących poza terytorium Polski:
- parafia pw. Wniebowzięcia Najświętszej Maryi Panny w Lidzie (Białoruś)
- parafia pw. św. Teresy w Szczuczynie (Białoruś)
- parafia pw. Matki Bożej Częstochowskiej w Oczakowie (Ukraina)
- parafia Najświętszej Maryi Panny w Strážnicach (Czechy)
- parafia Wniebowzięcia Najświętszej Maryi Panny w Złoczowie (Ukraina)

### Szkoły w Polsce
Na rok 2023 pijarzy posiadali następujące szkoły w 8 miastach w Polsce:
1. Publiczna Szkoła Podstawowa i Publiczne Liceum Ogólnokształcące Zakonu Pijarów im. ks. Stanisława Konarskiego w Bolesławcu
2. Zespół Szkół Pijarskich im. św. Mikołaja w Elblągu
3. Szkoła Podstawowa Zakonu Pijarów im. Matki Bożej Królowej Szkół Pobożnych w Katowicach
4. Szkoła Podstawowa Zakonu Pijarów im. ks. Stanisława Konarskiego i Liceum Ogólnokształcące Zakonu Pijarów im. ks. Stanisława Konarskiego w Krakowie
5. Pijarskie Szkoły Królowej Pokoju w Łowiczu
6. Zespół Szkół Zakonu Pijarów im. św. Józefa Kalasancjusza w Poznaniu
7. Publiczna Szkoła Podstawowa Zakonu Pijarów im. św. Józefa Kalasancjusza w Rzeszowie
8. Szkoła Podstawowa Zakonu Pijarów im. o. Onufrego Kopczyńskiego w Warszawie

Do najbardziej znanych i zasłużonych należało utworzone w 1740 r. przez Stanisława Konarskiego Collegium Nobilium pijarów w Warszawie.

## Pijarska Wspólnota Wiary
Duchowość pijarów jest też praktykowana przez wiernych świeckich, w ramach Pijarskiej Wspólnoty Wiary. Jest to droga formacyjno-modlitewna, „zaproszenie do wejścia na górę z Chrystusem, które wymaga zaufania, trudu, a przede wszystkim poukładania życia zgodnie z wolą Boga”.
Program rozwoju duchowego składa się z pięciu filarów:
1. regularnych spotkań formacyjnych
2. celebracji liturgicznych
3. lektury osobistej
4. pracy własnej
5. okresowych dni skupienia/rekolekcji[6]

W Polsce Pijarskie Wspólnoty Wiary działają oficjalnie od kilku lat, decyzją Kapituły Generalnej Zakonu Pijarów z 2009 r. Z czasem Wspólnoty Wiarą będą mogły przekształcać się w Bractwa Szkół Pobożnych.
Wspólnoty polskie działają w oparciu o doświadczenia hiszpańskie.